# Guldets Gift
Guldets Gift er en dansk stumfilm fra 1916, der er instrueret af Holger-Madsen efter manuskript af Carl Th. Dreyer. Filmen er baseret på Carl Gandrups roman Lerhjertet fra 1913.

## Handling
Den unge bankbogholder Karl Breide og frue har modtaget invitation til middag hos bankens direktør, hr. Granth, og på en måde danner denne indbydelse indledningen til den ulykke, der fra nu af dag for dag nærmer sig det Breide'ske hjem, som en lavine vokser sig større og større for til sidst at knuse to menneskers lykke i sit fald. Bankbogholder Breide overraskes af en yderst nedslående meddelelse. Hans fader er afgået ved døden, og ved en kritisk gennemgang af hans regnskaber viser det sig, at han er gået i sin grav som en bedrager. En af den afdødes venner påtager sig imidlertid at dække over bedragerierne ved af egen lomme at indskyde den manglende sum, men han betinger sig, at den unge Breide skal forpligte sig til at tilbagebetale beløbet med 4000 kroner om året.
For at redde sin faders navn og sit eget fra vanære må bankbogholder Breide gå ind på denne ordning. De sidste år er hans indtægter beløbet sig til 8000 kroner om året, så med den nye afdragsordning bliver det meget vanskeligt at eksistere. Han beslutter sig for at søge en stilling som underdirektør for Citybanken, en stilling han får takket være sin kone Klaras snarrådige bearbejdelse af bankdirektørens søn, Herbert Granth, der har et godt øje til hende. Granth sætter sig nu for at skubbe Breide til side for at få Klara som hustru.
Da Breide avancerede til underdirektør, erhvervede han sig en farlig fjende i direktørens privatsekretær Selbach, der selv aspirerede til den nye stilling. Denne mand udspionerer den forhenværende bankbogholder og konstaterer, at der er sket besvigelser til et beløb af 28.000 kroner. Endelig er Breide gået i fælden. Granth vil betale hans gæld og skaffe ham en stilling i udlandet, men kun på en betingelse: at Klara vil blive hans. Men Klara har besluttet sig at blive hos sin mand. Herbert Granth dræber sig selv af sorg, og hans far, bankdirektøren, der på samme tid mister sin eneste søn og den kvinde, der er kommet til at betyde livet for ham, følger ham i døden. Begge to knuses under den lavine, de selv har fremkaldt.

## Medvirkende
- Agnete von Prangen - Fru Klara Breide
- Carlo Wieth - Karl Breide, bankbogholder
- Peter Fjelstrup - Bankdirektør Granth
- Anton de Verdier - Herbert, billedhugger, Granths søn
- Frederik Jacobsen - Selbach, privatsekretær hos Granth